# Söderhamns kommunvapen

Långsmala föremål framställs i heraldiken ofta parvis och korsade, som musköterna i Söderhamns vapen. Då fyller de ut sköldytan bättre.

Söderhamns kommunvapen fastställdes för Söderhamns stad av Kungl. Maj:t (regeringen) den 28 januari 1927 och går tillbaka på en sigillbild för staden som beskrevs i det privilegiebrev som staden fick när den grundades. Brevet är daterat den 7 september 1620, det är emellertid bara bevarat i avskrift.
Vapensmide bedrevs i trakten redan innan staden grundades, och Söderhamn blev stad just för att staten ville få bättre kontroll över denna näring. Vapensmederna beordrades att bosätta sig i den nya staden. Musköterna i vapnet syftar alltså på deras verksamhet. Fartyget, en pinass, syftar troligen på skeppsbyggeri men kan också tänkas symbolisera fiske.
Vid kommunbildningen 1971 fanns även vapen för Norrala och Söderala landskommuner, som inkorporerades i Söderhamn. Dock beslöts att registrera stadsvapnet för den nya Söderhamns kommun. Registreringen gjordes hos Patent- och registreringsverket år 1974, enligt de nya regler för juridiskt skydd av svenska kommunvapen som infördes då.

Norrala landskommun 1966-70
Söderala landskommun 1942-70

## Blasonering
Blasonering: I en sköld av silver en röd pinass med däruti ställda tvenne korslagda musköter av samma färg.